# Simon Davies
Simon Davies (* 23. října 1979 Hawerfordwest, Wales, Spojené království) je bývalý velšský fotbalista a reprezentant, který naposledy hrál za anglický tým Fulham.

## Klubová kariéra
Davies nastoupil do Peterborough už v 15 letech a do svých dvacátých narozenin si připsal neuvěřitelných 50 startů za první tým. Později se začaly o Daviese zajímat špičkové kluby, jako třeba Manchester United. Nakonec zvítězil Tottenham, kde Davies zůstal pět let. 26. května 2005 přestoupil do Evertonu za 4 miliony liber. Tehdy dostal Davies první šanci zahrát si evropské poháry, Everton však vypadl v předkole na Ligu Mistrů i na Pohár UEFA V lednu roku 2007 přestoupil Davies naposledy, do londýnského Fulhamu, kde měl sloužit jako náhrada za Steeda Malbranqua na pravém křídle. Jeho první zápas za Fulham byl proti Sheffieldu United. V sezóně 2009-10 dostal Davies další možnost si zahrát evropské poháry, tentokrát Evropskou ligu. S Fulhamem byl mnohem úspěšnější a podílel se i na postupu do finále, protože vstřelil gól Hamburku, který se nakonec ukázal jako postupový. Davies dokázal skórovat i ve finále, když srovnal Atleticu Madrid. I tak Fulham prohrál 2-1 v prodloužení. Na konci sezony Davies ve Fulhamu podepsal smlouvu na tři roky.

## Reprezentační kariéra
Davies si reprezentační debut za Wales odbyl 6. června 2001 proti Ukrajině v kvalifikaci na mistrovství světa. Davies za reprezentaci odehrál celkem 58 zápasů a vstřelil 6 gólů. 9. srpna oznámil konec reprezentační kariéry.

## Klubové statistiky
| Sezóna              | Klub    | Soutěž         | Liga | Liga | FA Cup | FA Cup | League Cup | League Cup | Evropa | Evropa | FA Trophy | FA Trophy | Celkem | Celkem |
| Sezóna              | Klub    | Soutěž         | Záp. | Góly | Záp.   | Góly   | Záp.       | Góly       | Záp.   | Góly   | Záp.      | Góly      | Záp.   | Góly   |
| ------------------- | ------- | -------------- | ---- | ---- | ------ | ------ | ---------- | ---------- | ------ | ------ | --------- | --------- | ------ | ------ |
| Peterborough United | 1997–98 | League Two     | 6    | 0    | 0      | 0      | 0          | 0          | —      | —      | 1         | 0         | 7      | 0      |
| Peterborough United | 1998–99 | League Two     | 43   | 4    | 1      | 0      | 2          | 0          | —      | —      | 2         | 0         | 48     | 4      |
| Peterborough United | 1999–00 | League Two     | 16   | 2    | 2      | 0      | 2          | 0          | —      | —      | 0         | 0         | 20     | 2      |
| Peterborough United | Celkem  | Celkem         | 65   | 6    | 3      | 0      | 4          | 0          | 0      | 0      | 3         | 0         | 75     | 6      |
| Tottenham Hotspur   | 1999–00 | Premier League | 3    | 0    | 0      | 0      | 0          | 0          | 0      | 0      | —         | —         | 3      | 0      |
| Tottenham Hotspur   | 2000–01 | Premier League | 13   | 2    | 1      | 2      | 1          | 0          | —      | —      | —         | —         | 15     | 4      |
| Tottenham Hotspur   | 2001–02 | Premier League | 31   | 4    | 3      | 0      | 7          | 3          | —      | —      | —         | —         | 41     | 7      |
| Tottenham Hotspur   | 2002–03 | Premier League | 36   | 5    | 1      | 0      | 2          | 0          | —      | —      | —         | —         | 39     | 5      |
| Tottenham Hotspur   | 2003–04 | Premier League | 17   | 2    | 3      | 0      | 0          | 0          | —      | —      | —         | —         | 20     | 2      |
| Tottenham Hotspur   | 2004–05 | Premier League | 21   | 0    | 5      | 0      | 3          | 0          | —      | —      | —         | —         | 29     | 0      |
| Tottenham Hotspur   | Celkem  | Celkem         | 121  | 13   | 13     | 2      | 13         | 3          | 0      | 0      | —         | —         | 147    | 18     |
| Everton             | 2005–06 | Premier League | 30   | 1    | 2      | 0      | 1          | 0          | 3      | 0      | —         | —         | 36     | 1      |
| Everton             | 2006–07 | Premier League | 15   | 0    | 0      | 0      | 2          | 0          | —      | —      | —         | —         | 17     | 0      |
| Everton             | Celkem  | Celkem         | 45   | 1    | 2      | 0      | 3          | 0          | 3      | 0      | —         | —         | 53     | 1      |
| Fulham              | 2006–07 | Premier League | 14   | 2    | 2      | 0      | 0          | 0          | —      | —      | —         | —         | 16     | 2      |
| Fulham              | 2007–08 | Premier League | 37   | 5    | 1      | 0      | 2          | 0          | —      | —      | —         | —         | 40     | 5      |
| Fulham              | 2008–09 | Premier League | 33   | 2    | 5      | 1      | 1          | 0          | —      | —      | —         | —         | 39     | 3      |
| Fulham              | 2009–10 | Premier League | 17   | 0    | 4      | 1      | 1          | 0          | 11     | 2      | —         | —         | 33     | 3      |
| Fulham              | 2010-11 | Premier League | 30   | 4    | 2      | 0      | 1          | 0          | —      | —      | —         | —         | 33     | 4      |
| Fulham              | 2011–12 | Premier League | 6    | 0    | 0      | 0      | 0          | 0          | 1      | 0      | —         | —         | 7      | 0      |
| Fulham              | 2012–13 | Premier League | 0    | 0    | 0      | 0      | 0          | 0          | —      | —      | —         | —         | 0      | 0      |
| Fulham              | Celkem  | Celkem         | 137  | 13   | 14     | 2      | 5          | 0          | 12     | 2      | —         | —         | 167    | 17     |
| Celkem              | Celkem  | Celkem         | 361  | 32   | 32     | 4      | 25         | 3          | 15     | 2      | 3         | 0         | 436    | 41     |